# Adenosina difosfato ribosio
L'adenosina difosfato ribosio o ADP-ribosio (ADPR) è un composto biochimico sintetizzato in forma di catene per la poli ADP-ribosio polimerasi. Può essere descritto come una molecola di ADP esterificato con un ribosio terminale.
Si attiva, legandosi a canali ionici TRPM2,il cui ruolo è ancora poco conosciuto, ma dovrebbe intervenire nella secrezione di insulina, nella modulazione di una parte della risposta al fattore di necrosi tumorale nei leucociti,e nella tossicità di beta amiloide nel cervello, una proteina associata alla malattia di Alzheimer.